# Сказка для Наташи
«Сказка для Наташи» — советский кукольный цветной мультипликационный фильм, снятый режиссёром Аидой Зябликовой на студии «Экран» в 1986 году по сценарию Марины Вишневецкой. Третий мультфильм по очерёдности появления из цикла о домовёнке Кузе. В этой серии повествуется о новом похищении Бабой-Ягой домовёнка Кузьки и о том, что из этого вышло. В отличие от предыдущих двух мультфильмов, этот почти никак не связан с повестью Татьяны Александровой «Кузька в новой квартире» — хотя он и продолжает историю Кузи, его сюжет полностью оригинален.

## Сюжет
Домовые Нафаня с Кузей разговорились, как расточительно начали жить люди: «этак скоро по миру пойдём». Ужаснувшись такой перспективе, домовёнок Кузя тут же принялся пересчитывать запасы и приучать Наташу к бережному отношению к хлебу и своим вещам. Меж ними чуть не возникла ссора, но тут появляется Баба-Яга, от которой Кузя когда-то сбежал и теперь хочет вернуть беглеца обратно. Наташа принимает её за бабушку Кузи и приглашает в дом, где Баба-Яга хитроумным образом похищает домовёнка, параллельно с этим рассказывая девочке «сказку», которая оказывается самой жизнью.

## Создатели
| автор сценария             | Марина Вишневецкая |
| режиссёр                   | Аида Зябликова |
| художник-постановщик       | Геннадий Смолянов |
| оператор                   | Леонард Кольвинковский |
| композитор                 | Михаил Меерович |
| звукооператор              | Виталий Азаровский |
| художники-мультипликаторы: | Алла Соловьёва, Владимир Кадухин |
| куклы изготовили:          | Геннадий Богачёв, Анатолий Кузнецов, Виктор Слетков, Е. Дымова, Елена Покровская, Юрий Одинцов, Александра Мулюкина, Нина Пантелеева |
| монтажёр                   | Л. Коптева |
| редактор                   | Алиса Феодориди |
| директор                   | Е. Бобровская |

## Роли озвучивали
- Георгий Вицин — домовенок Кузя[3]
- Светлана Травкина — Наташа[3]
- Татьяна Пельтцер — Баба-яга[3]
- Андрей Крюков
- Григорий Большаков — Кот / Ворона[4]
- Элеонора Прохницкая